# Drottninggatan
Drottninggatan (en français : rue de la Reine) est une grande rue piétonne de Stockholm en Suède.

## Localisation
Elle s'étend vers le nord du pont Riksbron sur le Norrström, dans le quartier de Norrmalm, au parc Observatorielunden dans le quartier de Vasastaden.

## Bâtiments
On y trouve notamment le musée Strindberg, le palais Scheffler  et l'Académie royale de l'agriculture et de la sylviculture de Suède.
| Image | Nom                                     | Numéro       | Type               |
| ----- | --------------------------------------- | ------------ | ------------------ |
|       | Rosenbad                                | 1-3          | Banque, Bureaux    |
|       | Adelswärdska huset                      | 2            | Palais             |
|       | Sydsvenska kreditaktiebolaget           | 4            | Banque             |
|       | Skånebanken                             | 5            | Banque             |
|       | Sadelmakarens hus                       | 6            | Bureaux            |
|       | Lifförsäkringsaktiebolaget Nordstjernan | 7            | Bureaux            |
|       | Kanngjutarmästarens hus                 | 8            | Bureaux            |
|       | Mäster Dyks hus                         | 10           | Bureaux            |
|       | Brunkhuvudet 4                          | 14           | Bureaux            |
|       | Före detta Tjenstemannabanken           | 15           | Banque             |
|       | Sundsvalls Handelsbank                  | 17           | Banque             |
|       | Downtown Camper by Scandic              | 28           | Hôtel              |
|       | Sparbankernas hus                       | 27-29        | Bureaux            |
|       | Wredeska palatset                       | 29           | Palais             |
|       | Klarahuset                              | 31–33        | Bureaux, commerces |
|       | Stockholms Stadsteater                  | 34           | Théâtre            |
|       | Sergels torg                            | -            | Place              |
|       | Länssparbankens hus                     | 43           | Bureaux, banque    |
|       | Åhléns City                             | 45-47        | Grand magasin      |
|       | Klara Zenit                             | 49-53        | Bureaux, Commerce  |
|       | Bredenbergs varuhus                     | 54           | Grand magasin      |
|       | P-Centrum                               | 56           | Parking            |
|       | Butterick's                             | 57           | Boutique           |
|       | Apoteket Ugglan                         | 59           | Pharmacie          |
|       | Piehlska huset                          | 65           | Commerces          |
|       | John Wall-huset                         | 68           | Commerces          |
|       | Norra latin                             | 71B          | École              |
|       | ScandicHaymarket (ex PUB)               | 72-76 och 63 | Hôtel              |
|       | Vinkelhaken 9                           | 78           | Banque, commerces  |
|       | Skandia                                 | 82           | Cinéma             |
|       | Centralbadet                            | 88           | Thermes            |
|       | Centralbadsparken                       | 88           | Parc               |
|       | Hårlemanska malmgården                  | 88A          | Malmgård           |
|       | Blå tornet                              | 85           | Résidence, Musée   |
|       | Islandet 10, 11                         | 90           | Bureaux            |
|       | Gamla tekniska högskolan                | 91-95        | Académie, École    |
|       | Centralvaruhuset                        | 92-94        | Grand magasin      |
|       | Westmanska palatset                     | 98-96        | Palais             |
|       | Schefflerska palatset                   | 116          | Malmgård           |
|       | Stockholms högskola                     | 118          | Université         |
|       | Observatoire de Stockholm               | 120          | Observatoire       |

## Origine de l'appellation
Son nom signifie en suédois « Rue de la Reine » et elle doit son nom à la reine Christine de Suède.

## Galerie

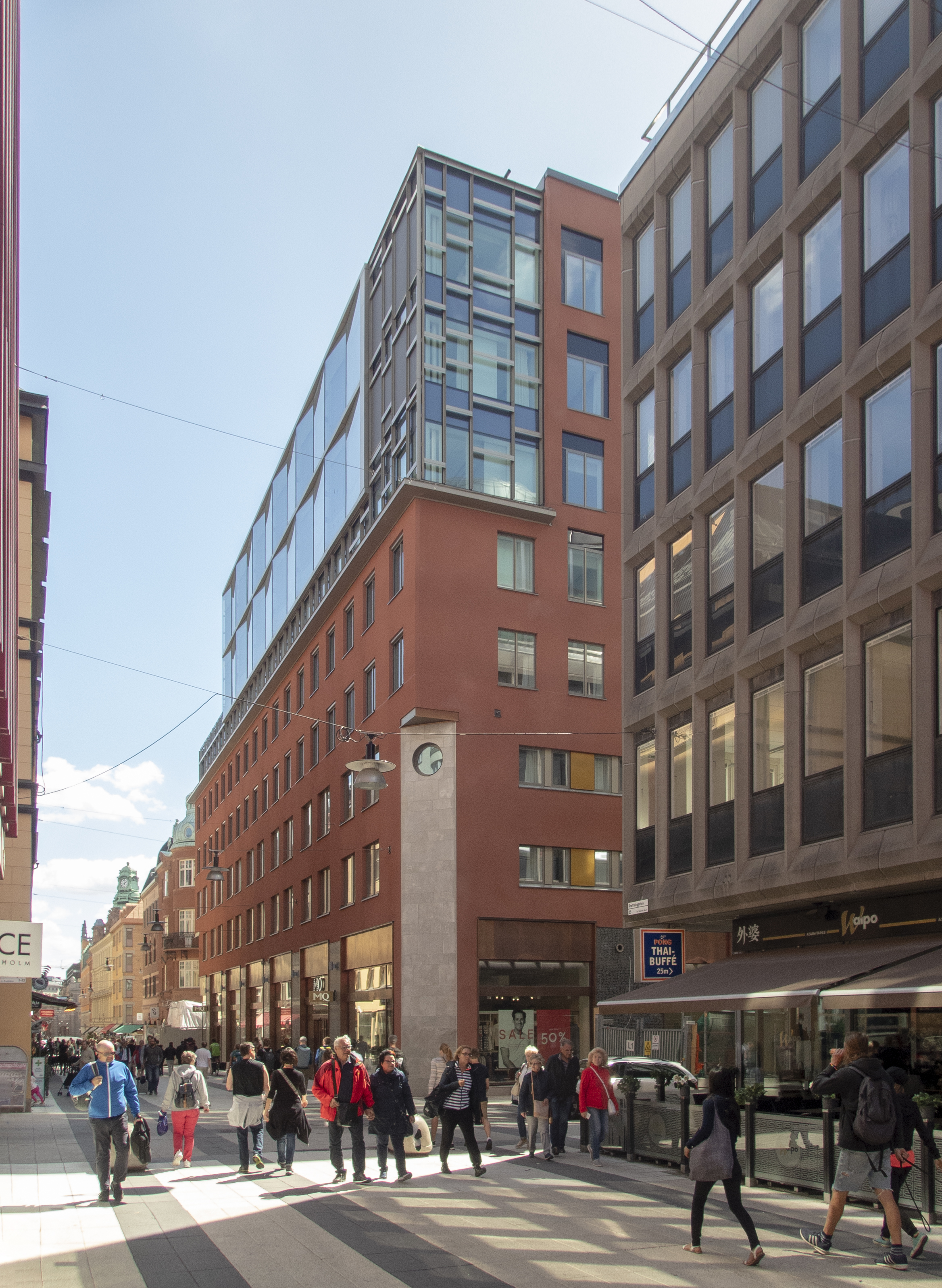
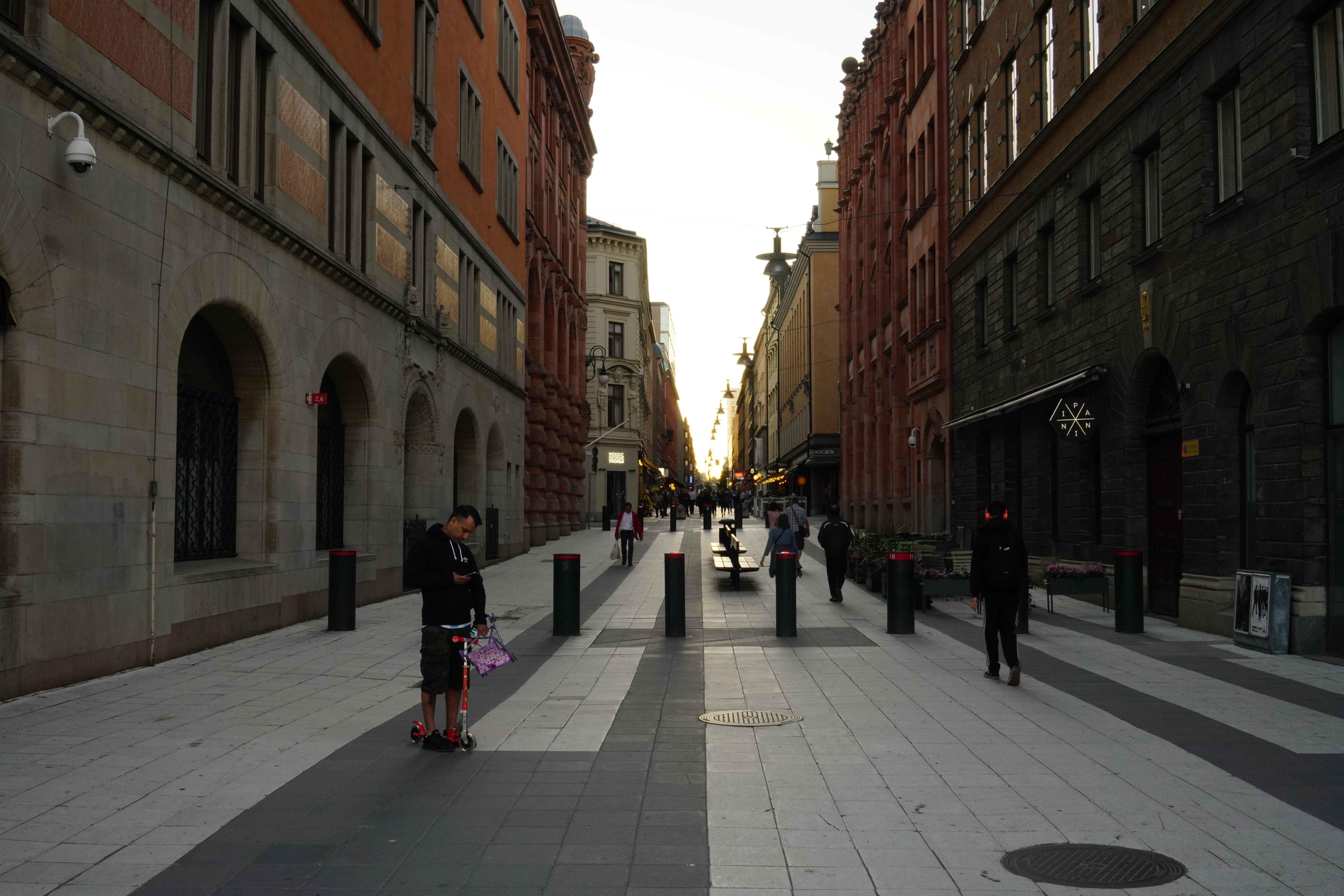
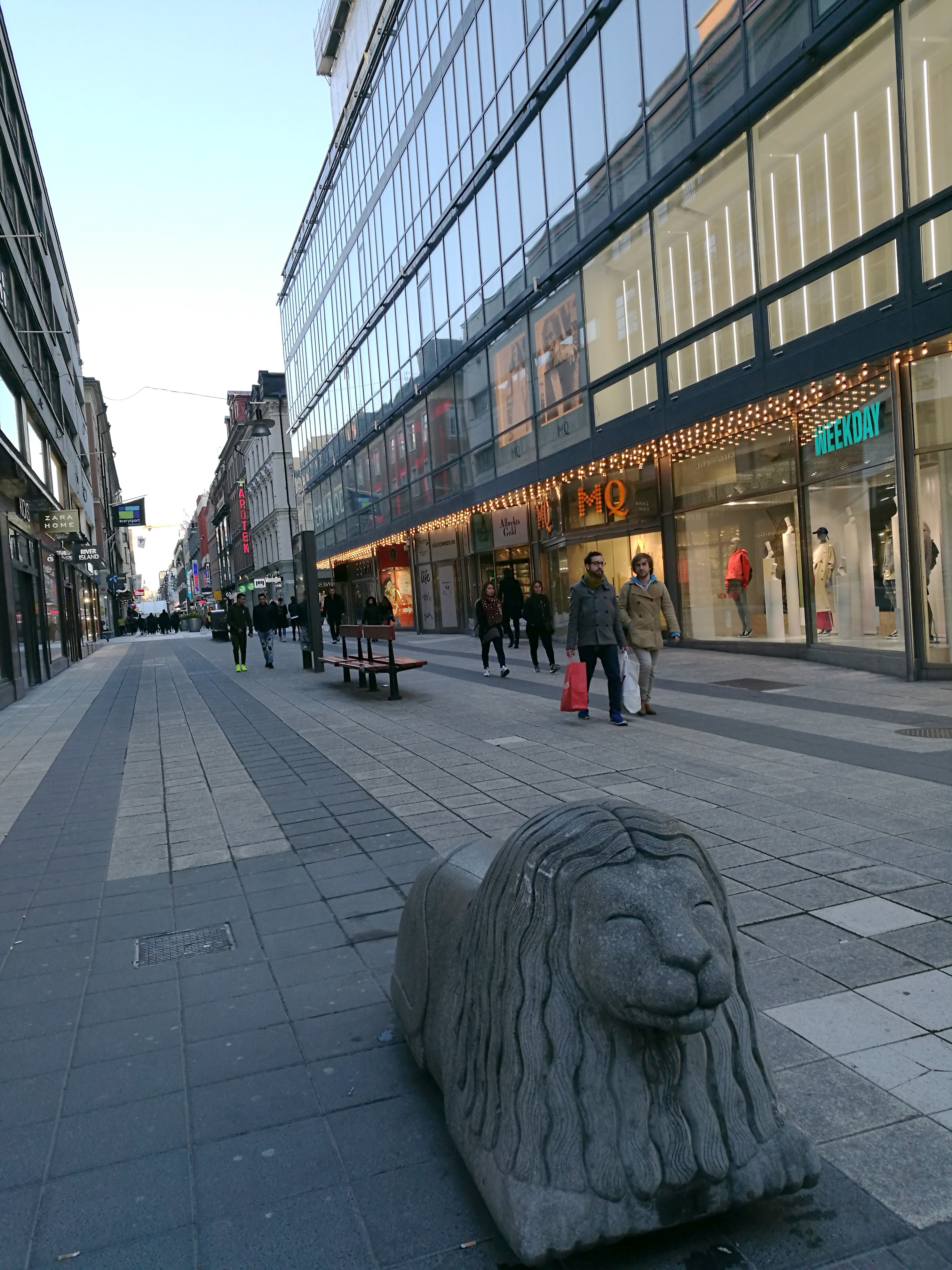
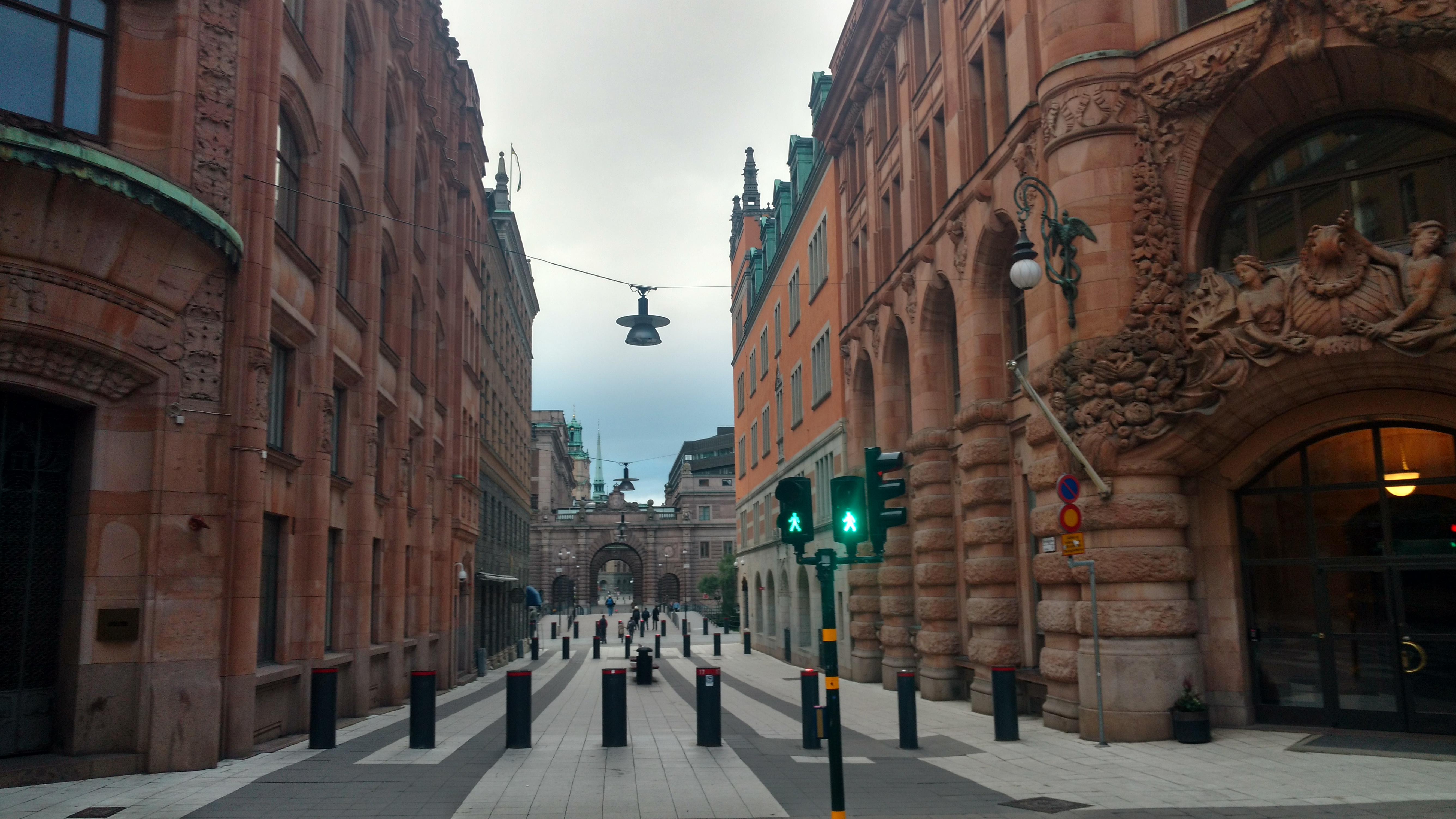

## Histoire
- Attentat du 11 décembre 2010
- Attentat du 7 avril 2017